# Clara Petacci
Clara Petacci (Rome, 28 februari 1912 - Giulino di Mezzegra (Mezzegra), 28 april 1945), ook wel Claretta en officieel Clarice Petacci, was de 29 jaar jongere vriendin en maîtresse van Benito Mussolini. Ze kwam uit een vooraanstaande familie in Rome, haar vader was medewerker van de paus op het Vaticaan. Op het moment dat ze een relatie met Mussolini kreeg, was ze nog getrouwd met een officier, Riccardo Federici. Mussolini was al sinds 1915 getrouwd en had vijf kinderen, maar hield er meerdere affaires op na. Clara was wat men nu een groupie zou noemen, die zich voor de 49-jarige leider vlak voor zijn midlifecrisis aandiende. Voor haar was de verhouding met de Duce een vervulling van een meisjesdroom, die ze monomaan zou beleven in een 'ondoordringbare aura'. Deze obsessie zou ze tot het einde volhouden. Ze sprak Mussolini altijd met 'Ben' aan.
Eind april 1945 werd Mussolini door partizanen gevangengenomen, tezamen met een aantal andere vooraanstaande fascisten onder wie haar broer Marcello, die zich als Spaans consul voordeed. Ze voegde zich vrijwillig bij Mussolini in zijn gevangenschap. Toen Walter Audisio hen wilde fusilleren, probeerde ze Mussolini's leven te redden door met haar lichaam de kogel op te vangen die voor Mussolini bedoeld was. Audisio keerde daarna terug om de resterende fascisten te fusilleren, waarbij Clara's broer Marcello werd doodgeschoten toen hij in doodsnood probeerde te ontsnappen door in het Comomeer te springen.
De lichamen van de dode Mussolini en Clara Petacci werden op 29 april 1945, na mishandeling en bespotting, samen met drie andere geëxecuteerden in Milaan op het Piazzale Loreto publiekelijk ondersteboven opgehangen aan een benzinestation en half ontkleed tentoongesteld aan de massa.
Clara's stoffelijke resten verhuisden in 1956 van een naamloos graf naar het familiegraf op het Veranokerkhof in Rome.

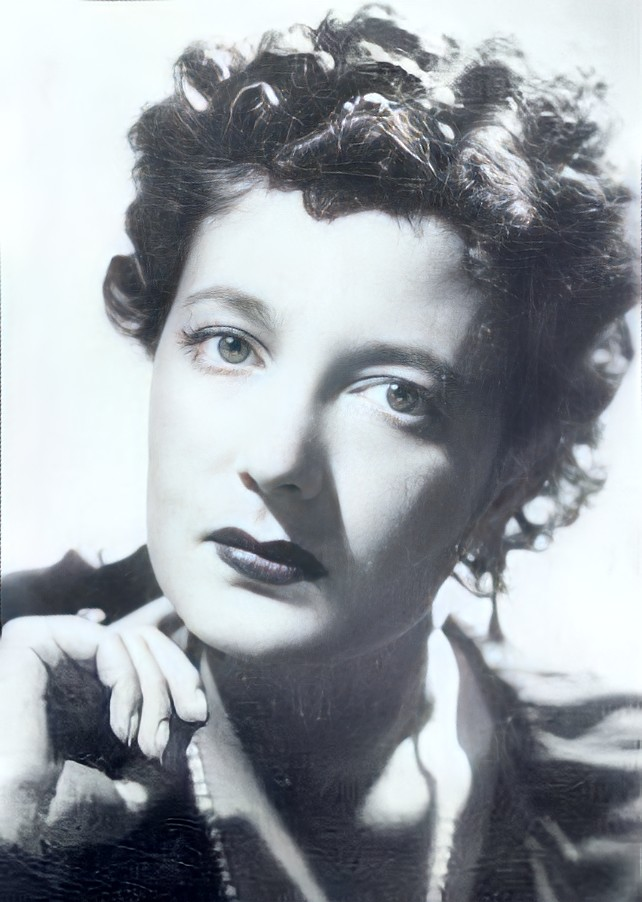
Clara Petacci

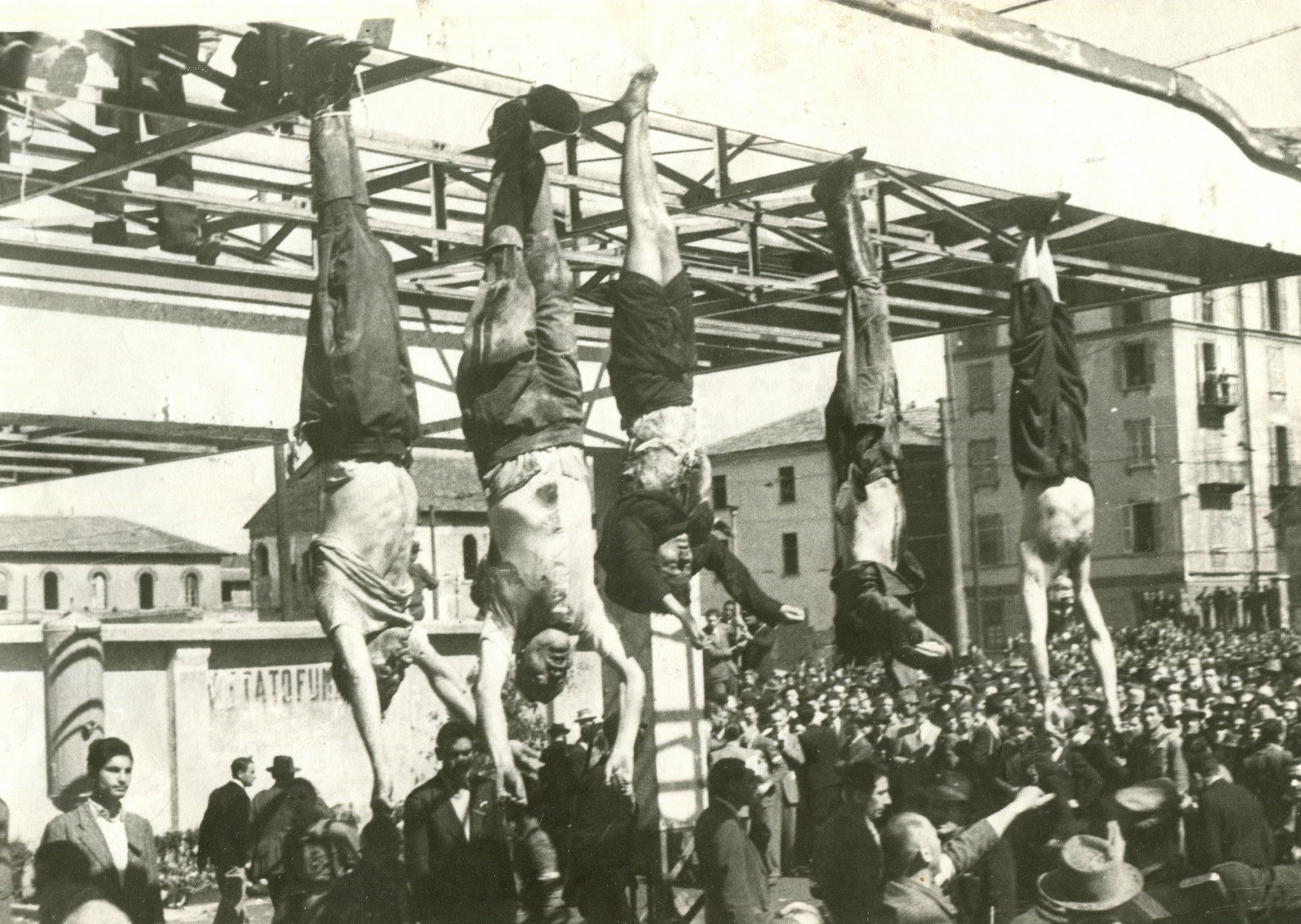
Van links naar rechts, de dode lichamen van Bombacci, Mussolini, Clara Petacci, Pavolini en Starace op Piazzale Loreto, Milaan 1945.

## Trivia
In 1984 werd haar leven verfilmd met de actrice Claudia Cardinale als Clara in de hoofdrol in de film Claretta.